# Oldtidsgrave i Øster Ulslev Sogn
Det kulturhistoriske Centralregister har 34 poster omhandlende Øster Ulslev Sogn. I listen for dette sogn er der kun ganske få meldinger om forsvundne gravanlæg. 2 poster vedrører andre fund, mens kun 7 grave meldes at være forsvundne (heraf en jernaldergrav, der ifølge sagens natur ikke umiddelbart kan ses, fordi den ikke er dækket af en høj.) Dermed findes der stadig 25 oldtidsgrave i sognet. De fordeler sig i 4 mindre skove: 2 i Høvænge Skov, 7 i Gammel Fredsskov, 8 i Ny fredsskov og 9 i Præsteskoven. 
- Øster Ulslev Sogn i Det kulturhistoriske Centralregister Arkiveret 18. januar 2005 hos  Wayback Machine

## Høvænge Skov
Rundhøj – SB4
I 1879 var højen: Synlig og antagelig ubeskadiget med randsten. Sådan lød beskrivelsen videre: I Høvænget Skov sydligst i Sognet, mod Havet: neppe 6 Fod høi rund Jordhøi af 67 Fods Tværmaal; Velbevaret og med Randstene om Foden. De paa Kortet tæt ved denne Høi angivne Tre Høie er der ikke Spor af nu, og de synes ikke at have været der. (se dog SB16). I 1929 lyder det: Bred flad Høj, 1,7 x 21 m. Ca. 40 Randsten synlige indtil 1/2 m br. En stor Del, især i N, forstyrret af Grævlingegrave og Gravning efter Grævlinge. I 1954 mere lakonisk: Høj, 1.75 x 21 m. Nordsiden ujævn efter rævegrave. Træer, i skov. Højen blev også besigtiget i 1984.
I dag fremtræder den stadig i en imponerende størrelse, men klemt inde mellem halvstore træer, og ganske rigtigt mineret af ræve- eller grævlingegange.
- SB4
- SB4
- SB4

- Se beskrivelse og kort (Webside ikke længere tilgængelig)

Rundhøj – SB16
I 1858 beskrives højen således: Høvænget Skov – Randsten – Synlig og antagelig ubeskadiget. Der fortælles om 3 høje i alt: hvoraf den ene af anseligt Omfang, (SB4?) Mark i Høvænget fundet 3 .... Grave fra .... (den tredje findes ikke mere omtalt nogen steder). I 1929 genfindes højen med randsten: 1 x 16 m. Randsten borttagne i Fure om Foden (i Ø og S.). Vej over Midten.
I dag er højen vanskelig at finde. Hvis nedenstående forslag er den rigtige høj, ganske rigtig med en skovvej midt igennem, er kortpositionen næppe rigtig.
- SB16

- Se beskrivelse og kort (Webside ikke længere tilgængelig)

## Gammel Fredskov
Rundhøj – SB6
I 1879 beskrives en: Jordhøi med Randsten; 5 Fod høi, omtrent 40 Fod i Tværmaal. I 1929 findes den i : ..udvisket i Form og ujævn Overflade, og det samme gør sig gældende i 1954 og i dag. Højen ligger tæt på vejen ud til dæmningen, men godt gemt i bevoksningen. 
- Se beskrivelse og kort (Webside ikke længere tilgængelig)

Langdysse/Runddysse – SB7 (Friederichsens dysse) 
I 1878/1879 berettes: Forstyrret, formentlig Runddysse; paa en Overligger findes Skaaldannede Fordybninger. Samme år udførtes en plantegning af runddyssen og en perspektivisk tegning uden farver af dækstenen, der har indhuggede skåltegn fra bronzealderen. 
I 1929 slås det fast, at der er tale om en: Restaureret "Langdysse" med Retning ØsØ-VnV.. Den har dog opr. snarest været en Runddysse. Det samme noteres i 1954.
Få m. fra dyssen er indrettet et moderne gravsted for skovens tidligere ejer med en mindesten.
- SB7
- SB7
- SB7

- Se beskrivelse og kort (Webside ikke længere tilgængelig)

Rundhøj – SB8
I 1879 skrives: Flad Rundhøi med enkelte Randstene. 4 Fod høi, 60 Fod i Tværmaal, i 1929: 
Flad Høj, 1 x 17 m. 35 Randsten kendelige. Lidt af en større Sten er synlig i Midten og i 1954: 
Høj, 1.50 x 22 m. En del randsten ses. Træer, i skov.  Højen er også besøgt i 1984, men i 2009 har det ikke været muligt at lokalisere den.
- Se beskrivelse og kort (Webside ikke længere tilgængelig)

Rundhøje – SB9 og SB10
Højene SB9 og SB10 ligger tæt sammen i nyligt skovet område. I beskrivelserne er de behandlet under ét.
I 1879 fortælles: Rundhøie med Randstene om Foden. Høiden er omtrent 5 Fod. I 1929: Velbev. Høj, 1,7 x 19 m. Ca. 20 Randsten kendelige. Nr. 4-6 danner en smuk Gruppe, og i 1954 lakonisk: Høj, 1.50 x 17 m. Flere randsten ses. Træer, i skov. 
- SB9
- SB9
- SB10

- Se beskrivelse og kort SB09 (Webside ikke længere tilgængelig)
- Se beskrivelse og kort SB10 (Webside ikke længere tilgængelig)

Langdysse – SB11
I 1878/1879 bliver højen omtalt som: Langdysse i den gamle Fredskov.  Til gengæld blev der ved den lejlighed udført et prospekt af langdyssen og en plantegning. 
I 1929 forfattes en omfattende beskrivelse, der placerer hver eneste sten i dyssen på rette plads. I 1954 gives en noget kortere beretning: Langdysse, 40 x 8 m, 1 m høj. 11.50 m fra østnordøstenden et jorddækket aflangt-firkantet kammer af 3 bæresten og nedvæltet dæksten. Randsten: vestsydvest 3, vestnordvest 16, østnordøst 2, sydsydøst 17. I siden mod vestnordvest bred afgravning efter 2 fjernede randsten. Træer, i skov. 
I dag ligger dyssen lidt borte fra en sti, men ellers intakt i et område med store træer og ingen kratbevoksning.
- SB11
- SB11
- SB11

- se beskrivelse og kort (Webside ikke længere tilgængelig)

Rundhøj – SB 15
Denne høj blev først registreret i 1929. Ved den lejlighed skrev man: Aflang Høj i Ø-V., 14 1/2 x 10 1/2 m, ca. 3/4 m h., ved Foden omgives af en afl. firsidet Rand af Stene kun lige synlige i Overfladen, 11 i S., 5 i Ø., 1 i N., 4 i V., indtil 3/4 m l. Ujævn Overflade. Knebent egnet til Fredlysning. Fredet blev den dog i 1954, hvor den omtales som en: Høj, 1.50 x 17 m. Ujævn overflade efter rævegrave. En del randsten ses. Træer, i skov.
- SB15
- SB15

- se beskrivelse og kort (Webside ikke længere tilgængelig)

## Ny Fredskov
Tekst mangler, hjælp os med at skrive teksten

## Præsteskoven
Tekst mangler, hjælp os med at skrive teksten